# (10607) Amandahatton
(10607) Amandahatton (1996 VQ6) – planetoida z pasa głównego asteroid okrążająca Słońce w ciągu 4,31 lat w średniej odległości 2,65 j.a. Odkryta 13 listopada 1996 roku.